# Muggiano Reefer 440
Der Kühlschiffstyp Muggiano Reefer 440 wurde Mitte der 1970er Jahre von der italienischen Werft Cantiere Navale Muggiano aus La Spezia für die Reederei Arenella aus Palermo entworfen.

## Einzelheiten
Die Reederei gab ursprünglich sechs Einheiten in Auftrag, von denen letztlich aber nur vier gebaut wurden. Der Entwurf mit zwei Drittel achtern angeordnetem Deckshaus zählte beim Bau zu den größeren seiner Art. Vor dem Aufbau waren drei, dahinter ein Laderaum angeordnet; der Gesamtrauminhalt der Laderäume betrug 12.462 Kubikmeter. Die Laderäume waren außer für die Aufnahme von Kühlladungen auch für den Transport von Stückgütern sowie durch den verstärkten Laderaumboden auch für Schwergut eingerichtet was den Schiffstyp flexibler im Einsatz machen sollte. Als Laderaumabdeckung dienten MacGregor-Single-Pull-Lukendeckel, auf denen zusätzliche Container gestaut werden konnten. Der Ladungsumschlag konnte unter anderem mit den vier bordeigenen elektrohydraulischen Kränen von Hägglunds (1 × 20 Tonnen, 3 × 5 Tonnen), aber beispielsweise auch über Förderbänder durch kleine Sonderluken in den Lukendeckeln und über Seitenpforten erfolgen. Die Antriebsanlage bestand aus zwei Achtzylinder-Viertakt-Dieselmotoren des Typs A 550 von Grandi Motori Trieste mit einer Leistung von zusammen über 19.000 PS. Die beiden Motoren arbeiteten gemeinsam auf ein Renk-Getriebe und trieben einen Lips-Verstellpropeller an. Zur Bordstromversorgung waren zwei 2200-kW-Wellengeneratoren, zwei GMT-Hilfsdiesel mit je 1600 kW und ein Notstromaggregat installiert.

## Die Schiffe
| Muggiano Reefer 440                | Muggiano Reefer 440 | Muggiano Reefer 440 | Muggiano Reefer 440                                   | Muggiano Reefer 440 |
| Bauname                            | Bau- nummer         | IMO- Nummer         | Kiellegung Stapellauf Ablieferung                     | Umbenennungen und Verbleib |
| ---------------------------------- | ------------------- | ------------------- | ----------------------------------------------------- | --- |
| Punta Bianca                       | 1654                | 7351604             | 11. Oktober 1973 19. September 1974 10. Dezember 1975 | 1994 Bering Sea, ab 11. April 2010 in Sachana verschrottet. |
| Punta Stella                       | 1655                | 7365370             | 23. Oktober 1974 3. April 1975 10. April 1976         | 1992 Talita, 1992 Ice Corinto, 1994 Cahokia, ab 1. Juni 1996 durch Swastik Enterprises in Calcutta verschrottet. |
| Punta Verde                        | 1656                | 7365382             | 3. April 1975 6. November 1975 September 1976         | 1994 Coral Sea, ab 15. Mai 2010 in Alang verschrottet. |
| Punta Sole                         | 1657                | 7365394             | 17. November 1975 6. Mai 1976 10. Februar 1977        | 1978 Rio Jubones, 1989 Frio Ecuado, 1990 Devon, 1992 Ice Breeze, 1994 Cape Sounion, 1994 Cap Sounion, 1995 Pacific Rose, 1996 Pacific Rose I, 1999 Gail G. 1999 Carol N., ab 24. Oktober 2000 in Mumbai verschrottet. |
| Daten: Equasis, Miramar Ship Index |                     |                     |                                                       | |